# Gildella suavis
Gildella suavis är en bönsyrseart som beskrevs av Giglio-tos 1915. Gildella suavis ingår i släktet Gildella och familjen Tarachodidae. Inga underarter finns listade i Catalogue of Life.